# 迪特里希·潘霍華
迪特里希·潘霍華（發音：[ˈdiːtʁɪç ˈbɔnhøːfɐ] ⓘ；1906年2月4日—1945年4月9日），德國信義宗牧師、神學家，認信教會成員之一，出生在德意志帝國雷斯劳（今波蘭弗罗茨瓦夫）。潘霍華曾經參加在德國反對納粹主義的抵抗運動。因同伴計劃刺殺希特勒失敗，潘霍華在1943年3月被捕，並於希特勒自殺前21天被絞刑處決。

## 生平簡介
- 1906年2月4日出生於德意志帝國布雷斯勞，家中共有八位兄妹，排行第六。
- 1912年：父親任職之故舉家遷至柏林。
- 1918年：二哥華特不幸戰死沙場，留下聖經遺物由潘霍華收藏終身沒有離開。
- 1921年：參加堅信禮課程。
- 1923-24年：就讀杜賓根大學。
- 1927年：在柏林大學完成論文《聖徒相通》。
- 1927-28年：在西班牙巴塞隆納德語教會服事。
- 1929年：完成論文《行動與存有》。
- 1933年：發表演說（教會與民族世界）與講義集《基督論》。
- 1935年：返回柏林，主理設在芬根瓦基的一個「非法」的傳道人訓練學院。在當時他也致力於使教會認同此訓練學院，並與國家教會切斷關係。
- 1936年：在柏林大學發表演說，主題為登山寶訓，而後被集結成《追隨基督》一書。
- 1938年：最後一次參加普世會議。同年九月，傳道人訓練學院被迫關閉，發表《團契生活》一書。
- 1939年：因戰爭一觸即發飛往美國獲得居留權，後又自覺回到德國。
- 1942年：在瑞典王國會見英國貝爾主教，並贏得支持，同年發表《伦理学（英语：Ethics (Bonhoeffer)）》。
- 1943年：訂婚，同年四月被捕入獄，在獄中完成《反抗與投降》。他在獄中的信札、禱文、詩歌及雜感被集結成《獄中書簡》。
- 1945年4月9日被秘密處以絞刑，同年4月30日，希特勒自殺身亡。[1][2]

## 潘霍華的神學

### 基督論
潘霍華的一生年日不長，因著他參與反希特勒的事件而被判刑身亡，推估他大概只有短短的十年發展他的神學。雖然他的生命太短暫，但是他所留下的著作或是影響卻不曾中斷。這兩本書籍乃是《基督論》以及《伦理学》，前者乃由學生將他的課堂講課筆記整理，後者是瞞著納粹警察藏起來的片斷手稿。
歐漢契曾指出：「在潘霍華人生分為三大部分，就是任教於柏林大學時、參與教會抗爭和在認信教會的教導時期，以及反抗希特勒政權時期。在這些階段裡，基督論始終是他內心的思考準則，也是一個堅定無比的想法」。他終其一生不斷的思考質疑的問題就是：「耶穌基督是誰？」潘霍華受到與他最親近的巴特影響，兩人的觀點都認為，神藉著耶穌基督，也唯有耶穌基督啟示了神祂自己；而這種的自我啟示（基督論）是神學和倫理學的中心。
他在《基督論》裡的神學中說到：「基督的福音是經由教會這個群體才得以彰顯出來，福音先令教會感動，使其可以用信心承認基督，並且相信基督就是真理。」潘霍華分享說瞭解神學必須合乎聖經並且以聖經作基礎。而還有一個觀點是大家所熟悉的是在《追隨基督》裡的重價恩典的比喻，他沈重的說：「廉價的恩典是我們教會的死敵。我們今天正式為重價恩典而戰。……重價的恩典是埋藏在地下的寶貝，這樣的恩典是貴重的，因為祂呼召我們來跟從；它是重價的珍珠，使商人願意去賣他一切的貨物來購買，它是基督執掌王權的統治，使人為了這個緣故，情願挖出叫他跌倒的眼睛。」
潘霍華在論及「放棄錯誤的上帝觀念而站在聖經所啟示上帝面前」之時候，說了一段話，這段話當中所用的上帝一詞，有時是指錯誤的上帝觀念，有時則指聖經所啟示的上帝。潘霍華一方面從歷史文化的角度看到形而上的、強而有力的上帝觀念已經死亡；另一方面又從聖經的角度指出永活的上帝是在十字架上受苦受死，軟弱無能的上帝；然後作了神學的結論，說上帝親自工作，透過歷史過程叫我們脫離了宗教的綑縛，得以面對面的站在地面前生活的人（Jesus Christ-the man For others），基督論一直是潘霍華思想的核心。潘霍華的基督論有兩個不同的發展方向，一方面道成肉身的基督論肯定自然、豐富、多姿多釆的地上生活，指向離宗教束縛的自由，即free From的自由；另一方面，十字架的基督論卻描寫軟弱痛苦的基督，指向為他人而活，至死不渝的自由，即free for的自由。這兩種不同的基督論在一個焦點上會合，這焦點就是「耶穌基督一個為他人而活的人」。潘霍華的基督論也與現實世界同時接軌，而且要一起討論，所以可以說他的基督論是考慮現實的。所有的事物都決定於世界，但還有一個更確實的答案，就是世上所有的事物都決定於那位在世界裡的基督。

### 潘霍華的十架神學
潘霍華的十架神學有一個主要特色，就是其焦點的凝聚方式，可以證明他對於路德的忠誠，而且他本人又有建構這種神學的創意。他這一方面的創意，有一部分在於，他把神的能力和軟弱，作為控制十架中心神學的中心思想。十架神學所要具備的五種基本特質：
1.以作為一種啟示神學來說，十架神學跟理論思辯的對比非常鮮明。
2.神的啟示乃是一種間接與隱藏的啟示。
3.認識神啟示的管道，並不是作工，乃是受苦。
4.神隱藏在祂的啟示中，所以神的知識乃是信心的問題。
5.認識神的方法在於實際受苦的心志。
潘霍華認為基督讓他自己被推向世界並被釘在十架上，祂在世上是軟弱而且無能的，這更精確的指出，這是唯一的道路，使基督能與我們同在並幫助我們。
潘霍華的恩典觀點
潘霍華認為恩典有兩大類，廉價的恩典與重價的恩典。
廉價的恩典就是在市場上所販賣的恩典，有如廉價商場所叫費的貨品一樣。聖禮，赦罪，以及一些靈性的安慰，都在割價求售之中被拋售了。恩典被人看為是教會無盡窮的寶庫，教會用不著查詢或予限制，就可以用慷慨的手博施福惠。廉價的恩典就是將恩典作為是一種教義，一種原則，一種制度。它只宣講罪得赦免為一般的真理，上帝的愛被視為是基督教的上帝「概念」。這種恩典就等於拒絕上帝永生的道，事實上也就等於否認上帝的道成肉身。廉價恩典是傳揚不需悔改的赦免，不用認罪的聖餐，和不必本人親身認罪的救恩。
重價的恩典是埋藏在地下的寶貝，人為這寶貝的緣故，就歡歡喜喜地變賣他一切所有的。它是重價的珍珠，商人願意賣去他一切的貨物來購買。它是基督執掌王權的統治，使人為了這個緣故，情願挖出叫他跌倒的眼睛；它是耶穌基督的呼召，使得門徒為此甘棄漁網而跟從祂。重價的恩典是必須再三尋找的福音，是必須祈求的禮物，是必須手叩的門；這樣的恩典是貴重的，因為它呼召我們來跟從，並且是恩典，因為它呼召我們來跟從耶穌基督。它是重價的，因為它使人付上生命為代價；它是恩典，因為它賜給人那唯一的真的生命。
潘霍華對講道的觀點
潘霍華十分堅持講道的重要性，他認為：「做門徒、受苦、靜默都不能取代講道的事奉」，他相信神的話語要被宣講，才能帶來更新與改變，講道不能膽怯，而是確信講道有無限的價值。他也反對空洞的教義，他認為這是不經思考的，而他自己也是十分喜愛講道的，在他的講章中充滿了信心與見證。

## 潘霍華的新娘
瑪利亞·馮·魏德邁（Maria von Wedemeyer），他們相識於1942年6月，一個已經在神學上有自己的見解，並從事反抗運動的牧師，一個只是剛取得高中文憑，前途充滿可能性的年輕女孩，他們的年齡相差一大截（十八歲和三十六歲）。瑪利亞的外祖母，是反抗納粹黨地下支持者，所以他們是在外祖母家相遇的。瑪利亞的父親和哥哥先後都在1942年戰死於俄國前線，在她們家憂傷時，潘霍華給她們很多的安慰。在1943年4月5日，潘霍華在柏林的家中被捕，送至監獄，他們只能藉著通信、探監的時光見面、聯絡，在這段時間，他們才互相認識彼此。但是在1945年夏天，她接到潘霍華死亡的消息，之後進入大學念數學，然後到美國留學，並當了電腦公司經理，結了兩次婚姻，但都離婚收場。她是個性堅強，在事業、家庭兩頭忙時，因不注重身體，健康出現問題，發現時已經是癌症末期。在1976年，在一場紀念潘霍華七十歲冥壽，舉行一場研討會，她以「潘霍華的新娘」出席，她終於將手邊最珍貴的信件提供出來，希望這些話語能安慰更多的人。

## 備註
1. ↑  又譯迪特里希·朋霍費爾

### 引用
1. ↑  《讀者-台灣基督徒思想論刊第十一期2006年春夏》，(台北：台灣基督徒學會，2006)，39-79。
2. ↑  周學信，《踏不死的麥種》，(台北：中華福音出版社，2006)，242-3。
3. ↑  葛倫斯、奧爾森，《二十世紀神學評論》，劉良淑、任孝琪譯（台北：校園書房出版社，2003），176-7。
4. ↑  葛倫斯、奧爾森，《二十世紀神學評論》，179
5. ↑  周學信，《踏不死的麥種》（台北：中華福音神學院出版社，2006），45。
6. ↑  黃德榮等，《潘霍華對生命的啟迪》（香港：香港中文大學崇基學院神學組，2001），71-73。
7. ↑   Benjamin A Reist. The Promise of Bonhoeffer.（Philadelphia and New York: J. B. Lippincott Company, 1969）,62-63。
8. ↑  周學信，《踏不死的麥種：潘霍華在納粹鐵蹄下的神學省思》（台北：華神出版社，2006），139。
9. ↑   James W Woelfel. Bonhoeffer’s Theology: Classical and Revolutionary. （Nashville, TN: Abingdon Press, 1970）,196。
10. ↑  潘霍華，《追隨基督：作們徒的代價》，鄧肇明、古樂人譯（香港：道聲出版社，2008），11-13。
11. ↑  同上，13。
12. ↑   Clyde E Fant. Bonhoeffer: Worldly Preaching.（Nashville and New York, TN and NY: Thomas Nelson INC., Publishers, 1975）,3-4。
13. ↑  王貞文、王昭文，《潘霍華的心靈世界》，(台北：雅歌出版社，1993)，17-22。

### 書目
- Fant, Clyde E. Bonhoeffer: Worldly Preaching. Nashville and New York, TN and NY: Thomas Nelson INC., Publishers, 1975.
- Reist, Benjamin A. The Promise of Bonhoeffer. Philadelphia and New York: J. B. Lippincott Company, 1969.
- Woelfel, James W. Bonhoeffer’s Theology: Classical and Revolutionary. Nashville, TN: Abingdon Press, 1970.
- 周學信：《踏不死的麥種：潘霍華在納粹鐵蹄下的神學省思》。台北：華神出版社，2006年。
- 黃德榮 等：《潘霍華對生命的啟迪》。香港：香港中文大學崇基學院神學組，2001年。
- 潘霍華：《追隨基督：作門徒的代價》。鄧肇明、古樂人 譯。香港：道聲出版社，2008年。
- 蕾娜特·溫德：《力阻狂瀾：潘霍華生命史》。陳惠雅 譯。台北：雅歌出版社，2004年。
- 彭順強：《潘霍華的順服與叛逆——全面了解潘霍華》。香港：基道出版社，2013年。
- 張寶成：《殉道之子——潘霍華傳》。香港：天道，2002年。
- Alister E. McGrath：《基督教神學手冊》。劉良淑、王瑞琦 合譯。台北：校園，1998年。
- 葛倫斯、奧爾森 合著：《廿十世紀神學評論》。劉良淑、任孝琦 合譯。台北：校園，1998年。
- 梁志華：《潘霍華：逆流中作生死決擇》，香港：突破出版社，2007年10月。
- 邓绍光：《界限与伦理：潘霍华的伦理神学》，香港浸信会神学院，2011年六月第二版

## 外部連結
- （繁體中文）天天發出信心的呼喊——潘霍華誕辰一百週年紀念專輯
- 潘霍華(Dietrich Bonhoeffer)--(資料取自陶理博士主編的《 基督教二千年史 》) （页面存档备份，存于）